# Ал-Фалак
Сура Ал-Фалак (на арабски: سورة الفلق), „Разсъмването“, е 113-а сура от Корана, Свещената Книга на мюсюлманите.

## Текст
Оригинален текст, транскрипция и превод:

بِسْمِ اللهِ الرَّحْمنِ الرَّحِيمِِ

113:1 قُلْ أَعُوذُ بِرَبِّ الْفَلَقِ

113:2 مِنْ شَرِّ مَا خَلَقَ

113:3 وَمِنْ شَرِّ غَاسِقٍ إِذَا وَقَبَ

113:4 وَمِنْ شَرِّ النَّفَّاثَاتِ فِي الْعُقَدِ

113:5 وَمِنْ شَرِّ حَاسِدٍ إِذَا حَسَدَ

## Относно
В сурата се иска защита от разнообразни злини и лоши неща, като мрака на нощта, завистта, магии и уруки. По традиция тази сура се рецитира над болен човек или преди лягане.